# Intel Core 2

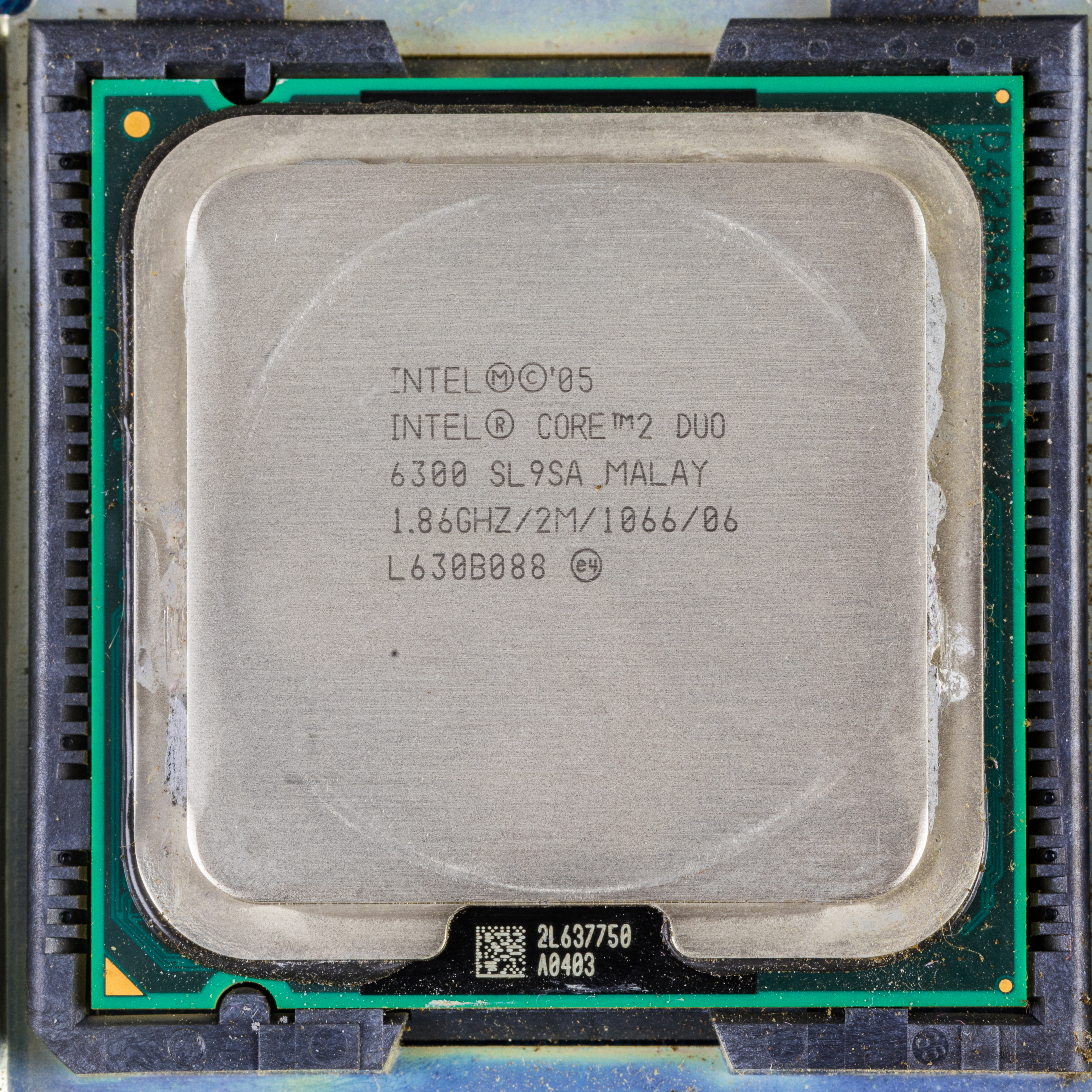
Intel Core 2 Duo E6300 "Conroe"

Core 2 is een achtste generatie microprocessor van de x86-architectuur gemaakt door Intel. De 64 bits-processor is gebaseerd op een nieuw ontwerp CPU genaamd Intel Core Micro-architectuur, die de vorige Netburst-architectuur vervangt. Core 2 vervangt de naam Pentium die sinds 1993 gebruikt wordt.
Net als Netburst-gebaseerde processoren, zoals de Pentium 4 en de Pentium D gebruikt Core 2 een volledig vernieuwde infrastructuur. De kracht zit hem niet in de kloksnelheid maar in verbeterde CPU-functies, cachegrootte en het aantal kernen. Intel zegt dat het stroomverbruik enorm laag is vergeleken met de voorgaande generaties CPU's.
Intel Core 2-processors maken gebruik van EM64T, Virtualization Technology, en Execute Disable. Deze nieuwe technologie is ook het begin van LaGrande Technology, SSE4, Enhanced SpeedStep Technology, en Active Management Technology (iAMT2).

## Processorkernen

### Core 2 Duo en Core 2 Extreme
De eerste Core 2 Duo-processor is geïntroduceerd op 27 juli 2006 voor desktops, als vervanging van de oude Pentium 4 en Pentium D. De Core 2 Duo wordt geproduceerd via het 65nm-proces. Intel heeft beweerd dat Core 2 Duo 40% meer prestaties biedt en 40% minder energie nodig heeft dan de Pentium D.
De Core 2 Duo-processors vallen in de serie E4300 t/m E6750:
- E4300 op 1,8 GHz met 2 MB L2-cache (800 MHz FSB)
- E4400 op 2,0 GHz met 2 MB L2-cache (800 MHz FSB)
- E6300 op 1,86 GHz met 2 MB L2-cache (1066 MHz FSB)
- E6320 op 1,86 GHz met 4 MB L2-cache (1066 MHz FSB)
- E6400 op 2,13 GHz met 2 MB L2-cache (1066 MHz FSB)
- E6550 op 2,33 GHz met 4 MB L2-cache (1333 MHz FSB)
- E6600 op 2,40 GHz met 4 MB L2-cache (1066 MHz FSB)
- E6700 op 2,67 GHz met 4 MB L2-cache (1066 MHz FSB)
- E6750 op 2,67 GHz met 4 MB L2-cache (1333 MHz FSB)

De X6800 behoort niet tot de Core 2 Duo maar tot de Core 2 Extreme. De X6800 is geklokt op 2,933 GHz en heeft ook een 4 MB L2-cache. De TDP voor deze familie is 65 watt en de TDP voor het topmodel (de X6800) is 75 watt.
Ook is de processor goed overklokbaar, er zijn al snelheden van 5,0 GHz bereikt met de E6600 op stikstofkoeling.
Voor het complete overzicht van Core 2 Duo's, Core 2 Extremes en Core 2 Quads: zie onderaan pagina.

### Merom
Merom, Intels eerste mobiele versie van de Core 2-processor, werd vrijgegeven in augustus 2006 en vervangt de Intel Core Duo. Merom bevat over de gehele lijn dezelfde mogelijkheden als de Core 2 Duo maar wordt meer gebaseerd op laag energieverbruik om langer op een batterij- of acculading te kunnen werken. Intel heeft beweerd dat de Merom 20% meer performance biedt maar dat het energieverbruik gelijk blijft aan een Yonah-gebaseerde Core Duo.
De Merom-processors dragen de naam T5XX0, T7X00 en L7X00. Core 2-modellen met de T5500 geklokt op 1,66 GHz, de T5600 op 1,83 GHz, de T7200 op 2,00 GHz, de T7400 op 2,16 GHz de T7600 op 2,33 GHz, de L7200 op 1,33 GHz en de L7400 is geklokt op 1,5 GHz. De T5XX0-modellen hebben 2 MB L2-cache, de T7X00 modellen 4 MB en de L7X00 L2-cache.
De tweede generatie Meroms met een 800 MHz front side bus en gebruikmakend van de nieuwe Socket P, wordt gelanceerd in het tweede kwartaal van 2007. Deze chips horen bij het platform met codenaam Santa Rosa.

### Conroe
De eerste Intel Core 2-processors, onder de codenaam Conroe (Intel-productcode 80557), werden gelanceerd op 27 juli 2006 tijdens Fragapalooza, een jaarlijks gaming-evenement in Edmonton, Alberta, Canada. Deze processors zijn gefabriceerd op 300mm-wafers met behulp van een 65nm-productieproces, en bestemd voor desktopcomputers, als vervanging voor de Pentium 4 en Pentium D-processoren. Intel beweert dat Conroe 40% meer prestaties biedt bij 40% minder stroom in vergelijking met de Pentium D. Alle Conroe-processors worden vervaardigd met 4 MB L2-cache, maar als gevolg van fabricagefouten of eventueel voor marketingdoeleinden, hebben de E6300- en E6400-versies gebaseerd op deze kern de helft van de cache uitgeschakeld, zodat deze slechts 2 MB L2-cache gebruiken. Deze op de Conroe gebaseerde E6300- en E6400-CPU's hebben de B2-stepping. Deze processoren verschenen in dual- en quad-corevarianten.

### Penryn
De tweede generatie Core 2-processors werd gekenmerkt door de die-shrink naar een 45 nm productieproces (zie ook Tick-Tock). Dankzij deze schaalverkleining kon er meer L2-cachegeheugen toegevoegd worden en verbruiken Penryn-chips minder stroom dan de Conroes. Dit gaat gepaard met minder warmteontwikkeling waardoor er hogere kloksnelheden mogelijk zijn. De Penryn heeft verder versie 4 van de SSE-instructieset aan boord en wordt er gebruikgemaakt van high-k metal gate (Hi-K). Hi-K gaat de stroomlekkage op transistorniveau tegen. Intel claimt dat deze technologie de lekkage tot 10 maal beter reduceert dan silicium dioxide.
Al deze innovaties zorgen voor een relatieve verbetering van de prestaties ten opzichte van de vorige Core 2-generatie.

## Overzicht processoren
| Publiek ontwerp  | Kern (Intel-codenaam) | CPU-frequentie | Frontside Bus-frequentie | Cache                                 | Socket     | Aanvullende mogelijkheden                              |
| ---------------- | --------------------- | -------------- | ------------------------ | ------------------------------------- | ---------- | ------------------------------------------------------ |
| Core 2 Duo E4300 | Allendale             | 1,80 GHz       | 200 MHz QDR              | L1: 64 kB (64 KiB) / L2: 2 MB (2 MiB) | Socket 775 | geen                                                   |
| Core 2 Duo E4400 | Allendale             | 2,00 GHz       | 200 MHz QDR              | L1: 64 kB / L2: 2 MB                  | Socket 775 | geen                                                   |
| Core 2 Duo E4500 | Allendale             | 2,20 GHz       | 200 MHz QDR              | L1: 64 kB / L2: 2 MB                  | Socket 775 | geen                                                   |
| Core 2 Duo E6300 | Conroe                | 1,86 GHz       | 266 MHz QDR              | L1: 64 kB / L2: 2 MB                  | Socket 775 | geen                                                   |
| Core 2 Duo E6320 | Conroe                | 1,86 GHz       | 266 MHz QDR              | L1: 64 kB / L2: 4 MB                  | Socket 775 | Verhoogd L2-cache                                      |
| Core 2 Duo E6400 | Conroe                | 2,13 GHz       | 266 MHz QDR              | L1: 64 kB / L2: 2 MB                  | Socket 775 | geen                                                   |
| Core 2 Duo E6420 | Conroe                | 2,16 GHz       | 266 MHz QDR              | L1: 64 kB / L2: 4 MB                  | Socket 775 | Verhoogd L2-cache                                      |
| Core 2 Duo E6600 | Conroe                | 2,40 GHz       | 266 MHz QDR              | L1: 64 kB / L2: 4 MB                  | Socket 775 | geen                                                   |
| Core 2 Duo E6550 | Conroe                | 2,33 GHz       | 333 MHz QDR              | L1: 64 kB / L2: 4 MB                  | Socket 775 | Lagere multiplier, hogere FSB                          |
| Core 2 Duo E6700 | Conroe                | 2,67 GHz       | 266 MHz QDR              | L1: 64 kB / L2: 4 MB                  | Socket 775 | geen                                                   |
| Core 2 Duo E6750 | Conroe                | 2,67 GHz       | 333 MHz QDR              | L1: 64 kB / L2: 4 MB                  | Socket 775 | Hogere FSB, lagere multiplier                          |
| Core 2 Duo X6800 | Conroe                | 2,93 GHz       | 266 MHz QDR              | L1: 64 kB / L2: 4 MB                  | Socket 775 | Oorspronkelijk Extreme Edition-model, maar 10 W minder |
| Core 2 Duo E6850 | Conroe                | 3,00 GHz       | 333 MHz QDR              | L1: 64 kB / L2: 4 MB                  | Socket 775 | Hogere FSB, lagere multiplier                          |
| Core 2 Duo E7200 | Wolfdale              | 2,53 GHz       | 266 MHz QDR              | L1: 64 kB / L2: 3 MB                  | Socket 775 | geen                                                   |
| Core 2 Duo E7400 | Wolfdale              | 2,80 GHz       | 266 MHz QDR              | L1: 64 kB / L2: 3 MB                  | Socket 775 | geen                                                   |
| Core 2 Duo E8200 | Wolfdale              | 2,67 GHz       | 333 MHz QDR              | L1: 64 kB / L2: 6 MB                  | Socket 775 | Verhoogd L2-cache (vanaf januari 2008)                 |
| Core 2 Duo E8300 | Wolfdale              | 2,83 GHz       | 333 MHz QDR              | L1: 64 kB / L2: 6 MB                  | Socket 775 | Verhoogd L2-cache (vanaf januari 2008)                 |
| Core 2 Duo E8400 | Wolfdale              | 3,00 GHz       | 333 MHz QDR              | L1: 64 kB / L2: 6 MB                  | Socket 775 | Verhoogd L2-cache (vanaf januari 2008)                 |
| Core 2 Duo E8500 | Wolfdale              | 3,16 GHz       | 333 MHz QDR              | L1: 64 kB / L2: 6 MB                  | Socket 775 | Verhoogd L2-cache (vanaf januari 2008)                 |
| Core 2 Duo E8600 | Wolfdale              | 3,33 GHz       | 333 MHz QDR              | L1: 2x 32 kB / L2: 2x 3072 KB         | Socket 775 |                                                        |

| Publiek ontwerp    | Kern (Intel-codenaam) | CPU-frequentie | Frontside Bus-frequentie | Cache                  | Socket     | Aanvullende mogelijkheden                          |
| ------------------ | --------------------- | -------------- | ------------------------ | ---------------------- | ---------- | -------------------------------------------------- |
| Core 2 Quad Q6600  | Kentsfield            | 2,40 GHz       | 266 MHz QDR              | L1: 128 kB / L2: 8 MB  | Socket 775 | Twee E6600 aan elkaar, hoger verbruik              |
| Core 2 Quad Q6700  | Kentsfield            | 2,67 GHz       | 266 MHz QDR              | L1: 128 kB / L2: 8 MB  | Socket 775 | geen                                               |
| Core 2 Quad QX6700 | Kentsfield            | 2,67 GHz       | 266 MHz QDR              | L1: 128 kB / L2: 8 MB  | Socket 775 | "extreme edition"                                  |
| Core 2 Quad QX6850 | Kentsfield            | 3,00 GHz       | 333 MHz QDR              | L1: 128 kB / L2: 8 MB  | Socket 775 |                                                    |
| Core 2 Quad QX6800 | Kentsfield            | 2,93 GHz       | 266 MHz QDR              | L1: 128 kB / L2: 8 MB  | Socket 775 | geen                                               |
| Core 2 Quad Q8200  | Kentsfield            | 2,30 GHz       | 266 MHz QDR              | L1: 128 kB / L2: 6 MB  | Socket 775 | geen                                               |
| Core 2 Quad Q8300  | Kentsfield            | 2,50 GHz       | 266 MHz QDR              | L1: 128 kB / L2: 4 MB  | Socket 775 | geen                                               |
| Core 2 Quad Q9300  | Yorkfield             | 2,50 GHz       | 333 MHz QDR              | L1: 128 kB / L2: 6 MB  | Socket 775 | vanaf januari 2008)                                |
| Core 2 Quad Q9450  | Yorkfield             | 2,66 GHz       | 333 MHz QDR              | L1: 128 kB / L2: 12 MB | Socket 775 | Verhoogd L2-cache (vanaf maart 2008)               |
| Core 2 Quad Q9550  | Yorkfield             | 2,83 GHz       | 333 MHz QDR              | L1: 128 kB / L2: 12 MB | Socket 775 | Verhoogd L2-cache (vanaf maart 2008)               |
| Core 2 Quad QX9650 | Yorkfield             | 3,00 GHz       | 333 MHz QDR              | L1: 128 kB / L2: 12 MB | Socket 775 | Verhoogd L2-cache                                  |
| Core 2 Quad QX9770 | Yorkfield             | 3,20 GHz       | 400 MHz QDR              | L1: 128 kB / L2: 12 MB | Socket 775 | snelste Core 2-processor tot nu toe                |
| Core 2 Quad QX9775 | Yorkfield             | 3,20 GHz       | 400 MHz QDR              | L1: 128 kB / L2: 12 MB | Socket 771 | Andere socket, snelste Core 2-processor tot nu toe |